# Nuria Fergó
Nuria Fernández Gómez (Nerja, Málaga, 18 de abril de 1979), más conocida como Nuria Fergó, es una cantante y actriz española. Saltó a la fama en la primera edición del concurso Operación triunfo 2001.
Debutó en el mercado discográfico con Brisa de esperanza en 2002. Según acreditan los Productores de Música de España (Promusicae), Nuria Fergó cuenta con tres discos de platino y un disco de oro como solista. Entre sus sencillos se encuentran los temas "Quiéreme", "Brisa de esperanza", "Las palabritas", "Volver a comenzar" y "De vuelta".
Ha ofrecido más de 500 conciertos en solitario por toda la geografía española a lo largo de su carrera siendo una de las artistas salidas del concurso Operación Triunfo más consolidadas en el panorama musical.
La cantante ha ejercido de presentadora de galas o eventos y de imagen de varias marcas comerciales. Su popularidad la ha llevado también a incursionar en el cine y la televisión con diversos papeles como actriz. Entre ellos destacan sus personajes en la serie Amar en tiempos revueltos de TVE, en las películas Padre no hay más que uno 2: La llegada de la suegra, La playa roja o en el telefilme Amores extremos.
En 2018 su canción "La vida son solo dos días" es elegida como banda sonora de la Vuelta Ciclista a España 2018.

## Trayectoria profesional

### Juventud e inicios
Nace en la localidad malagueña de Nerja el 18 de abril de 1979. Desde pequeña muestra inclinaciones artísticas. Estudió hasta COU.
En 1995 ganó el concurso Karaoke de Telecinco y decidió dedicarse a ser artista. Recibió lecciones de canto y se presentó a concursos como Festival en la televisión pública de Andalucía, Canal Sur Televisión. También fue elegida Miss Simpatía en Miss Málaga y primera dama de Honor en Miss Nerja.
Intervino en series de televisión como Plaza Alta de Canal Sur Televisión (donde fue actriz secundaria) y en Mediterráneo de Telecinco (donde fue actriz episódica). Realizó también un spot publicitario para la captación de clientes de un hotel de la Costa del Sol en Málaga.
Su salto a la popularidad llega en octubre de 2001 cuando participa en la primera edición del concurso de TVE Operación Triunfo. El programa se convierte en todo un fenómeno social, y Nuria en una de sus concursantes más queridas por la audiencia. Nada más salir de la Academia ficha por la compañía discográfica Universal.

### 2002:Brisa de esperanza
En abril de 2002 salió a la venta su primer disco Brisa de esperanza. Fue producido por Paco Ortega, Óscar Gómez y Teo Carralda. Se lanzaron tres sencillos: "Brisa de esperanza", "Tu cuerpo" y "En la Habana". En su primera semana alcanzó el número uno de las listas de ventas en España y fue certificado semanas después con triple disco de platino.
Ese mismo verano realizó su primera gira en solitario por más de 60 localidades españolas. Emprendió previamente una gira con sus compañeros del programa por más de 25 ciudades. Rodó además junto a estos un spot publicitario para el Ministerio de Medio Ambiente de España bajo el eslogan de "Todos contra el fuego". Participó también en el filme documental OT, la película (dirigido por Jaume Balagueró y Paco Plaza).
A finales de año recibió el Premio Prestigio de la ciudad de Nerja, para la que también hace de pregonera en sus fiestas municipales. Además, una encuesta realizada entre todos los profesionales de la SGAE la designó como la artista de Operación Triunfo con mayor proyección de futuro. Colaboró en el disco Cabibi de Los Chichos con el tema "Dame tus besos".

### 2003-2004:Locura
El 16 de junio de 2003 salió a la venta su segundo álbum Locura (producido por Nacho Mañó, integrante del grupo Presuntos Implicados). Debutó en el top 10 y fue cerfiticado con disco de oro. El álbum tiene mayor presencia de pop y tiene temas flamenco. Con él se estrenó como compositora junto a Daniel Andrea. Los sencillos del disco fueron "De vuelta", "Quiéreme" (a dúo con Manu Tenorio) y "Sólo con mirarnos".
En el verano del mismo año ganó el título de Reina de la Bahía en el Festival de la Canción de San Juan de Puerto Rico. Participó también en el filme La playa roja de Fernando Díaz. En Puerto Rico recibió también el Premio Garita. En España realizó además una gira junto a los cantantes de las dos primeras ediciones del programa que la lanzó a la fama. Recorrieron más de dieciséis ciudades.
En 2004 emprendió su segunda gira en solitario por España. Colaboró en el disco Homenaje a Augusto Algueró cantando el tema "Será el amor". Recibió el Premio Público por parte de Canal Sur. Posteriormente participó en la gala de TVE Geniales. En ella homenajeó a Sara Montiel cantando junto a David Civera el tema de "Brasil". Fue imagen publicitaria de EMT de Málaga y de la campaña de captación de socios del Málaga C.F..
Durante el verano del mismo año protagonizó en Puerto Rico el telefilme Amores extremos (para la que también puso la banda sonora con el tema El Colibrí). En Puerto Rico ejerció por primera vez de presentadora en el Festival de la Bahía de San Juan.

### 2005:Paketenteres
El 5 de abril de 2005 presentó Paketenteres, su tercer disco y el más racial o aflamencado de sus álbumes hasta la fecha. Su primer sencillo "Las palabritas" fue una de las canciones del verano en España mientras que "Voy a darte un beso" y "Me hiere" fueron sus siguientes sencillos.
Ese mismo año y el siguiente realiza dos giras de conciertos y acústicos por todo el territorio español. También participó en tres capítulos en la serie andaluza de Canal Sur Arrayán (en la que se interpretó a sí misma). Fue protagonista del cortometraje Náufragos de Christian Martín junto con María Garralón, Aure Sánchez o Ana Chávarri. Ejerció también de presentadora en el desfile de moda de Jota + Ge en la antigua Pasarela Gaudí de Barcelona.
A finales de 2005 fue una de las artistas concursantes del programa Gente de Primera de TVE (un concurso musical que contó con artistas como sus compañeras Natalia —ganadora del programa—, Chenoa, María del Monte, Manolo Escobar, Merche o Pastora Soler).

### 2006-2008:AñoranzasyAmar en tiempos revueltos
En 2006 se incorporó al reparto de la serie Amar en tiempos revueltos con emisión diaria en TVE. Interpretó a Loli, una huérfana de guerra que hará cualquier cosa por triunfar.
El 23 de abril de 2007 publicó Añoranzas de la mano de Universal Music y Vale Music. Su primer sencillo fue "Volver a comenzar", que pasó a ser la nueva sintonía de la serie Amar en tiempos revueltos. El videoclip se rodó en las Islas Baleares. El álbum fue producido por Noel Molina.
Ese verano la cantante realizó una gira de conciertos por España. En otoño del mismo año presentó la Gala de la Moda en Localia, y grabó un spot publicitario para la promoción del municipio castellonense de Moncófar. También participó en el disco del décimo aniversario de su discográfica Vale Music. Nuria colaboró en él cantando el tema del grupo Decai "Te haría una casita".
En 2008 regresó como reparto regular de la serie Amar en tiempos revueltos para desarrollar su personaje de forma más prolongada y fue imagen de marcas como I-White y Lo Monaco. En la primavera de ese año colaboró en el programa Diferentes de TVE donde cantó cuatro temas nuevos: "Al fin", "Al aire", "Jugando con las olas" y "Sol del Caribe".

### 2009-2011:Tierra de nadie
El 26 de mayo de 2009 lanzó su quinto disco Tierra de nadie bajo el sello discográfico de RTVE. Por cada disco vendido se donó un euro a Down España mediante la Fundación C&A. El primer sencillo fue el tema que da nombre al álbum. Su videoclip se rodó en Palma de Mallorca. Durante el verano realizó una gira de conciertos por toda España. Meses antes recibió en España el Premio Mujer de manos de la Federación de Mujeres Rurales. En otoño de ese año cantó "Vivir sin recordarte", tema principal de la banda sonora de la película El Corredera y colaboró así con Gustavo Socorro. También recibió el premio Pentagrama del grupo de medios de comunicación barcelonés Teletaxi.
Con motivo de la celebración del 31.er aniversario de la Constitución acudió al Congreso de los Diputados para hacer una lectura colectiva del escrito. Nuria Fergó leyó artículo 149. Otras celebridades que leyeron la Constitución fueron Iker Casillas, Florentino Pérez, Alberto Contador, el grupo Estopa, el grupo La Oreja de Van Gogh, el grupo Nena Daconte, Elena Furiase o Marina San José.
En 2010 fue pregonera de los Carnavales de Málaga junto a Pastora Soler. En verano recibió el premio Más 2010 por parte de COPE. A finales de año comenzó su gira "Diez años contigo" por distintos teatros y auditorios del país. Visitó teatros de ciudades como Madrid, Barcelona, Salamanca, Málaga o Valencia. En el marco de esta gira, Nuria ofreció un concierto en el Teatro Cervantes de Málaga que se grabó para su posterior publicación.
En 2011 publicó una nueva versión de su tema "Quiéreme" a través del portal iTunes con motivo del día de San Valentín. También se presentó una versión instrumental del tema. Participó además en el espectáculo musical "La gran noche del Bolero" junto a Rafael Basurto (Los Panchos) y Francisco.
A raíz del nacimiento de su hija Martina, Nuria volvió a ser imagen publicitaria para Entulinea.
En el mes de noviembre de 2011 la marca suiza de confituras Hero, en su línea Hero Baby, seleccionó a la cantante y actriz como imagen de su campaña que consistía en que la empresa donó el valor de tantos frascos como clics recibidos por Hero Baby en su página de Facebook (habilitado como plataforma solidaria). El valor total obtenido se donó al Banco de Alimentos en forma de productos de marca para ayudar a las familias con menos recursos. Se donaron un total de 22 643 tarritos.

### 2012-2013:Castigo Divino
En 2012 publicó "Castigo divino" de la mano de Universal music. El tema, grabado en Los Ángeles y producido por Jaime Ciero, supuso la primera incursión de la cantante en la música dance.
En 2013 intervino como artista invitada en la gala solidaria de Tu cara me suena de Antena 3 interpretando "Cosas que me hacen feliz" de Julie Andrews en Sonrisas y Lágrimas. Los beneficios de la gala fueron destinados a la ayuda para los afectados por desahucios. Este mismo año colaboró en el primer álbum del grupo Los Supersingles (grupo compuesto por Fran Dieli, entre otros) junto a Rosa López, Albert Hammond, India Martínez, Melocos o Tamara. El álbum alcanzó el tercer puesto en la lista oficial de los discos más vendidos en España.

### 2014-2015: MusicalLucía, la magay conciertos
En 2014 protagonizó el musical familiar Lucía, la maga, obra de Marisé Monteiro bajo la dirección de Norberto Rizzo. El estreno tuvo lugar en el Teatro Echegaray de Málaga y, posteriormente, la obra emprendió una gira por toda España.
En 2015 realizó una serie de directos en el Casino de Barcelona. La cantante emprendió también una gira de conciertos y actuó junto a la Orquesta Sinfónica de Málaga en directo. A finales de año participó en el spot promocional Somos Málaga de Turismo de Málaga junto a Antonio Banderas, Pablo Alborán, María Teresa Campos o Diana Navarro. También participó como cantante en el evento del Teletón Solidario celebrado en Ecuador.

### 2016-2017:Bailando bajo la lluvia
En 2016 presenta "Bailando bajo la lluvia", sencillo urban y bailable, con el que consigue ser número uno en plataformas digitales a pocas horas de su salida.
Participa en el especial OT: El Reencuentro en TVE, con motivo de la conmemoración de los 15 años desde el mayor fenómeno televisivo, musical y social de la historia de España, volviendo a batir todos los registros de audiencia.
En 2016 fue pregonera del carnaval de Herencia.
En 2017 es escogida como imagen de la firma de ropa internacional Vero Moda para su implantación en España. Ese mismo año viaja a Puerto Rico para grabar una canción que se incluye en el nuevo disco de Ana del Rocío, la denominada voz flamenca de Puerto Rico.

### 2018:La vida son solo dos días
En 2018 viaja a Miami para grabar su nuevo sencillo. Dicho sencillo es "La vida son solo dos días", y es elegida como banda sonora de la Vuelta Ciclista a España 2018, con la que consigue ser número uno en plataformas digitales a pocas horas de su salida. El videoclip de la canción se rueda en distintos puntos de la provincia de Málaga debido a la salida de dicha competición de la ciudad andaluza.

### 2020:Quererme solo yo
Debido al retraso de la salida de su nuevo disco por la pandemia del COVID, previsto para 2020, Nuria saca a la luz un nuevo tema como regalo a sus aficionados, para que la espera al nuevo disco se haga más corta. La canción sale a la luz el 27 de noviembre de 2020, bajo el nombre "Quererme solo yo", compuesto por la cantante y compositora Vega. Su videoclip se rodó en Rincón de la Victoria, en Málaga.

### 2021-2022:Con permiso
A comienzos del año 2020, Nuria graba su nuevo disco, producido por el compositor, productor y arreglista español Jacobo Calderón. Su salida estaba prevista para final de año, pero la pandemia del COVID-19 truncó su salida. Finalmente, el primer tema de dicho disco sale a la luz el 24 de noviembre de 2021, un año después de lo previsto. Se trata de una versión ranchera del clásico tema de Mecano, "Hijo de la Luna". 
Un mes más tarde, presenta su sencillo "La media vuelta" con la colaboración de la cantante Ana Belén.
Posteriormente publica los sencillos “Te amaré”, junto con tu amigo Manu Tenorio, y “La gata bajo la lluvia”, con Marina Carmona.

### 2024-2025:Voy a ser feliz
Desde 2024 realiza el espectáculo Toda una vida. Homenaje a María Dolores Pradera en ciudades como Madrid, Zaragoza o Bilbao, entre otras. 
En 2025 presenta un nuevo sencillo, la canción positiva y alegre “Voy a ser feliz”.

## Vida personal
El 22 de mayo de 2010 se casó con el empresario balear José Manuel Maíz Chacón en la Capilla de Santa Ana del Palacio Real de La Almudaina en Palma de Mallorca, tras una relación de tres años. Sus damas de honor fueron sus compañeras de la primera edición de Operación Triunfo: Rosa, Chenoa y Gisela.
El 17 de julio de 2011 nació su primera hija Martina. En el mes de octubre de 2011, Nuria se separa legalmente de José Manuel, y regresa felizmente a vivir a su Nerja natal con su pequeña Martina.
En otoño de 2019 traslada su residencia con su hija a Majadahonda, donde también residen sus compañeras de Operación Triunfo 2001 Chenoa y Natalia.
Y en febrero del 2020 se muda a la capital de Madrid junto a su hija Martina.

## Discografía
| Álbumes de estudio - 2002: Brisa de esperanza - 2003: Locura - 2005: Paketenteres - 2007: Añoranzas - 2009: Tierra de nadie - 2022: Con Permiso | Sencillos - 2002: Brisa de esperanza - 2002: Tu cuerpo - 2002: En La Habana - 2003: De vuelta - 2003: Sólo con mirarnos - 2003: Quiéreme (Con Manu Tenorio) - 2005: Las palabritas - 2005: Voy a darte un beso - 2005: Me hiere - 2007: Volver a comenzar - 2007: Nosotros - 2009: Tierra de nadie - 2009: ¿Y ahora qué? - 2009: Vivir sin recordarte - 2010: Quiero - 2011: Quiéreme (Edición San Valentín) - 2012: Castigo divino - 2016: Bailando bajo la lluvia - 2018: La vida son solo dos días - 2020: Quererme solo yo - 2021: Hijo de la luna - 2022: La media vuelta (Con Ana Belén) - 2022: Te amaré (Con Manu Tenorio) - 2022: La gata bajo la lluvia (Con Marina Carmona) - 2025: Voy a ser feliz |

### Operación Triunfo
| - 2001 - Operación triunfo: Discos de las galas (Vale Music) - Gala 1: Gracias por la música (con Rosa López) - Gala 2: Esperaré - Gala 3: El día que me quieras (con David Bisbal) - Gala 4: Noches de bohemia (con Manu Tenorio) - Gala 5: Fallen (con Chenoa) - Gala 6: Otra vez (qué pena de mí) (con Juan Camus) - Gala 7: Entre mis recuerdos - Gala 8: Tengo que decirte algo (con Manu Tenorio) - Gala 9: Nadie como tú (con Naím Thomas) - Gala 10: Acuarela - Gala 11: No me importa nada - Gala 12: Con los años que me quedan - Gala 13: Si tú no estás - 2001 - Mi música es tu voz (sencillo) (Vale Music) - 2001 - Operación triunfo: El álbum (Vale Music) - Más allá (con Rosa López), Mi música es tu voz, Lucharé hasta el fin, Dile que la quiero con David Civera, En Navidad con Rosana, Oh happy day, Feliz Navidad, Do they know it's Christmas? | - 2002 - Operación triunfo canta Disney (Vale Music) - Mi príncipe vendrá, Parte de tu mundo (con Verónica Romero) y Quiero ser como tú - 2002 - Operación triunfo: el disco del deporte (Vale Music) - Amigos para siempre (con Manu Tenorio), Vivimos la selección y Puedes llegar - 2002 - Operación triunfo: el álbum de Eurovisión (Vale Music) - Vivo cantando en el Popurrí de Eurovisión - 2002 - Operación triunfo: en concierto (Vale Music) - 2002 - Vivimos la selección (sencillo) (Vale Music) - 2002 - Todos contra el fuego (sencillo) (Vale Music) - 2003 - Generación OT: Juntos (Vale Music) - Envidia (con Joan Tena) - 2003 - Generación OT: En concierto (Vale Music) - 2006 - Las 100 mejores canciones de la historia de OT (Universal y Sony Music) - 2008 - SingStar OT (videojuego-PS2) (Universal) - 2016 - OT El Reencuentro (CD + DVD) (Universal) - 2017 - OT 2017: Gala Especial (Universal) - Noches de bohemia (con Mireya Bravo) |

## Filmografía

### Series de televisión
| Año       | Título                    | Canal     | Nota   |
| --------- | ------------------------- | --------- | ------ |
| 2000      | Mediterráneo              | Telecinco | Actriz |
| 2000      | Plaza Alta                | Canal Sur | Actriz |
| 2005      | Arrayán                   | Canal Sur | Actriz |
| 2007-2009 | Amar en tiempos revueltos | TVE       | Actriz |
| 2019      | Bandolero                 |           | Actriz |

### Programas de televisión
| Año       | Título                                    | Canal      | Nota                                                |
| --------- | ----------------------------------------- | ---------- | --------------------------------------------------- |
| 2001–2002 | Operación Triunfo                         | TVE        | Concursante                                         |
| 2002      | Triunfomanía                              | TVE        | Ella misma                                          |
| 2002      | Ídolos a domicilio                        | Antena 3   | Episódico                                           |
| 2002      | David Bisbal y Amigos                     | TVE        | Gala de homenaje                                    |
| 2002      | Gira Operación Triunfo: Santiago Bernabéu | TVE        | Concierto                                           |
| 2003      | Generación OT: Destino Eurovisión         | TVE        | Programa semanal                                    |
| 2003      | Padrinos para el triunfo                  | TVE        | Gala solidaria                                      |
| 2003      | Generación OT: En concierto Almería       | TVE        | Concierto                                           |
| 2004      | Operación Eurovisión                      | TVE        | Programa semanal                                    |
| 2004      | Festival de la Bahía de Puerto Rico       | TVE        | Concurso. Presentadora                              |
| 2005      | Gente de primera                          | TVE        | Concurso semanal                                    |
| 2005      | 50 y más                                  | TVE        | Programa monográfico                                |
| 2005      | Gala 20 años de C&A                       | Localia    | Presentadora con Liborio García                     |
| 2006      | Gala Aprenem Junts                        | IB3        | Presentadora con Natalia                            |
| 2006      | Gala Proyecto Hombre                      | IB3        | Presentadora                                        |
| 2006      | El club de Flo                            | La Sexta   | Programa semanal. Monologuista                      |
| 2007      | Gala de la moda                           | Localia    | Presentadora                                        |
| 2008      | Gala 25 años contigo                      | Telemadrid | Gala aniversario                                    |
| 2008      | Diferentes                                | TVE        | Conciertos nocturnos                                |
| 2010      | Con el vértigo en los talones             | TVE        | Actriz                                              |
| 2010–2016 | ¡Qué tiempo tan feliz!                    | Telecinco  | Artista invitada                                    |
| 2013      | Tu cara me suena                          | Antena 3   | Ella misma como Julie Andrews (Sonrisas y lágrimas) |
| 2014      | T con T: Homenaje a OT                    | TVE        | Ella misma                                          |
| 2016      | OT: El Reencuentro                        | TVE        | Ella misma                                          |
| 2017      | El gran reto musical                      | TVE        | Concursante                                         |
| 2017      | Tu cara no me suena todavía               | Antena 3   | Ella misma como Paloma San Basilio                  |
| 2019      | La mejor canción jamás cantada            | TVE        | Ella misma                                          |
| 2023      | Ahora o nunca                             | TVE        | Reportera                                           |
| 2025      | Madres: Desde el corazón                  | Mitele     | Invitada                                            |

### Cine
| Año  | Título                                               | Canal                             | Nota                            |
| ---- | ---------------------------------------------------- | --------------------------------- | ------------------------------- |
| 2002 | OT: la película                                      | Filmax                            | Película                        |
| 2003 | La playa roja                                        |                                   | Película con Lorena Van Heerde  |
| 2004 | Amores extremos                                      | WAPA-TV, Televicentro Puerto Rico | Película                        |
| 2005 | Estás nominado: Cuando la realidad supera la ficción | Canal Plus                        | Documental                      |
| 2005 | Náufragos                                            |                                   | Cortometraje                    |
| 2016 | Imborrables                                          |                                   | Cortometraje                    |
| 2016 | Andersen and the Jinn                                |                                   | Cortometraje                    |
| 2017 | Cinco Reyes                                          |                                   | Cortometraje                    |
| 2020 | Padre no hay más que uno 2: La llegada de la suegra  |                                   | Largometraje de Santiago Segura |

## Teatro
- 2014  – 2015: Lucía, la maga. (Musical). Estreno en el Teatro Echegaray de Málaga.
- 2023: Mi última noche con Sara. Papel protagonista, como Sara Montiel.
- 2024 - 2025: Toda una vida: Homenaje a María Dolores Pradera. Cantante de canciones de María Dolores Pradera.

## Madrina de Honor y pregonera
En 2004 fue madrina del Campeonato Mundial de SuperCross en Sevilla. En 2005 fue madrina en la Liga XVI Allianz Asobal. En 2006 y 2008 lo fue de la residencia Indigo de la Asociación AMADIBA. En 2008 fue madrina de la asociación APECDA (integración de niños con deficiencias auditivas) en un acto solidario de la fundación C&A en Madrid. Un año más tarde fue madrina de Down España.
En 2013 fue nombrada embajadora turística de Nerja, Málaga (su localidad natal). Un año después le otorgan el título de madrina en la Casa de Andalucía en San Sebastián.
A lo largo de su carrera ha sido pregonera de las fiestas de Nerja, Málaga (2002), de Sardañola del Vallés, Barcelona y 
del Carnaval de Cehegín, Murcia (2005), de La Puebla del Caramiñal, La Coruña (2008), del Carnaval de Málaga junto a Pastora Soler (2010), de la Hermandad de la Columna de Cabra, Córdoba (2010), de Totana, Murcia (2010), del "XIII Día de la Música" de Benamocarra, Málaga y de "Viñeros 2013" de Moclinejo, Málaga (2013). En 2014 vuelve a ser pregonera en las fiestas de Alcácer, Valencia y en el Carnaval de Herencia en Ciudad Real. En 2016 en las fiestas de Maracena, Granada.

## Giras

### Giras Individuales
- 2002-2003 - Gira Brisa de Esperanza (65 conciertos)
- 2003-2004 - Gira Locura (45 conciertos)
- 2005-2006 - Gira Pakatenteres (40 conciertos)
- 2007-2008 - Gira Añoranzas (35 conciertos)
- 2009-2010 - Gira Tierra de nadie (26 conciertos)
- 2010 - Gira Diez años contigo (10 conciertos)
- 2012-2014 - Gira Castigo Divino (30 conciertos)
- 2015-2016 - Gira Nuria Fergó (30 conciertos)
- 2017 - Gira Bailando bajo la lluvia (30 conciertos)
- 2018 - Gira La vida son solo dos días
- 2019 - Gira Nuria Fergó 2019
- 2020 - Gira Nuria Fergó 2020. Piano y voz
- 2022 - Gira Con Permiso
- 2024-2025 - Toda una vida. Homenaje a María Dolores Pradera (Madrid, Zaragoza, Bilbao...)

### Giras Conjuntas
- 2002 - Gira Operación Triunfo (27 conciertos)
- 2003 - Gira Generación OT (17 conciertos)
- 2003 - Gira Cadena Dial (7 conciertos)
- 2005-2007 - Gira Radiolé (7 conciertos)
- 2017 - Gira Radiolé (3 conciertos)
- 2017-2018 - Gira México Lindo Sinfónico con Felipe Garpe (20 conciertos)

## Premios
- 2002 – Premio Prestigio de la ciudad de Nerja.
- 2003 – Premio Garita en Puerto Rico.
- 2003 – Premio Público de Canal Sur.
- 2003 – Premio Reina del Festival de la Bahía en Puerto Rico.
- 2008 – Premio Protagonistas de la Música de Punto Radio.
- 2008 – Premio Arkosol.
- 2009 – Premio Mujer de la Federación de Mujeres Rurales.
- 2009 – Premio Pentagrama del Grupo Tele Taxi.
- 2010 – Premio Más Simpática de Cadena Cope.
- 2014 – Premio Sentir Málaga
- 2016 – Premio Oro, Incienso y Mirra de Cadena Cope Marbella
- 2023 – Premio Bandera de Andalucía de las Artes